# Barbara Höfler

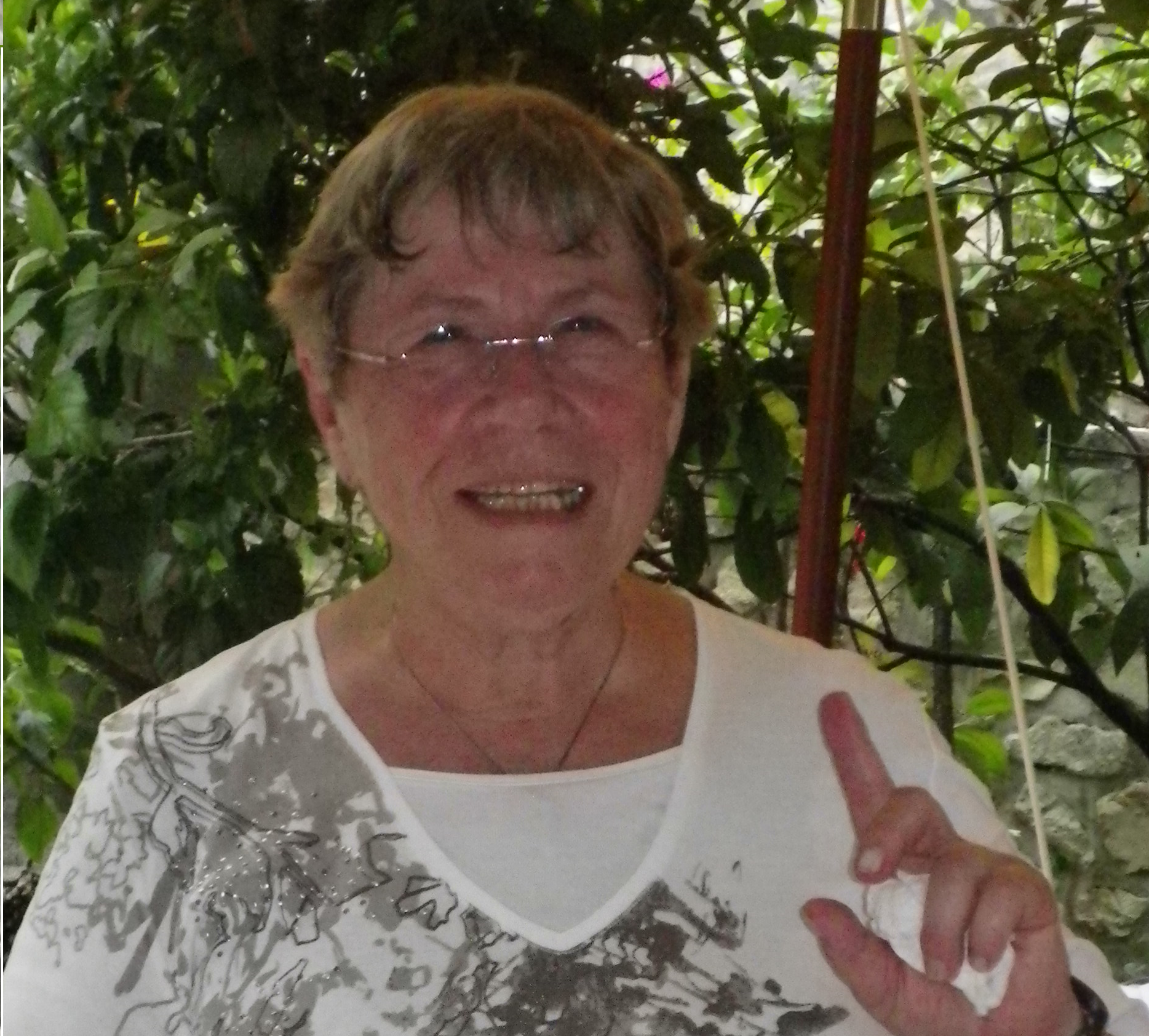
Dr. Barbara Höfler (2011)

Barbara Höfler (* 1938 in Wuppertal; geborene Bildstein) ist eine deutsche Ärztin.

## Leben
Barbara Höfler wurde  1972 an der Medizinischen Fakultät der Universität Köln promoviert und war  jahrelang als Allgemeinmedizinerin in ihrer eigenen Praxis tätig. Anschließend war sie bis zu ihrem vorzeitigen Ruhestand 1997 Medizinaldirektorin beim Medizinischen Dienst der Krankenversicherung Nordrhein in Köln.

### Aufbauhilfe in Haiti
Während einer Reise nach Haiti 1997 sah sie in der Hauptstadt Port-au-Prince die Not der Straßenkinder. Nach ihrer Rückkehr nach  Deutschland bildete sie sich in Tropenmedizin fort und lernte Kreolisch. Seit 1998 behandelt sie im Elendsviertel Cité Soleil im Norden von Port-au-Prince kostenlos kranke und verletzte Straßenkinder. Mit einem umgebauten Geländewagen baute sie eine mobile Ambulanz auf. 2001 gründete sie den Verein Lespwa – Hoffnung für Kinder in Haiti, der mit Einkünften aus Ausstellungen, Benefizkonzerten und Sammlungen ihre Arbeit vor Ort unterstützt.
Höfler unterstützt das „Werk der Kleinen Schulen des Pater Bohnen“ der Salesianer Don Boscos. Sie führt wöchentlich Vorsorgeuntersuchungen bei Vorschulkindern durch und gibt den Eltern Hygiene- und Aufklärungsunterricht. Nach dem Erdbeben im Januar 2010 kritisierte sie die mangelhafte Koordination der internationalen Hilfsmaßnahmen und sie half beim Wiederaufbau der zerstörten Einrichtungen. Der Kölner Fotograf Frank Domahs dokumentierte die Arbeit Höflers zwei Jahre nach dem Beben.

## Ehrungen
Am 17. Dezember 2012 wurde Barbara Höfler für ihr langjähriges Engagement für humanitäre Belange vom Bundespräsidenten mit dem Verdienstorden der Bundesrepublik Deutschland 1. Klasse ausgezeichnet. Überreicht wurde die Auszeichnung durch Regierungsvizepräsidentin Ulrike Schwarz.

## Publikationen
- Untersuchungen über den Wasser- und Elektrolyt-Haushalt nach Gefässoperationen mit und ohne Mannitgaben Köln, 1972 DNB 720389127, OCLC 70897052 (Dissertation Universität Köln, Medizinische Fakultät, 1972, 67 Seiten).